# Каминс, Марк
Марк Каминс (англ. Mark Kamins, 13 апреля 1955 года  — 14 февраля 2013 года ) — американский продюсер и диск-жокей, известный своей ролью на нью-йоркской клубной сцене. 

## Карьера
Он известен тем, что помог своей бывшей подружке Мадонне в карьере, представив демо-версию Сеймуру Стейну из Sire Records. Он также выступил продюсером её первого сингла «Everybody» в 1982 году. Каминс хотел стать музыкальным продюсером, но Стейн сказал ему, что для начала тому нужно найти своих артистов; когда Стейн услышал демо «Everybody», то был в больнице, попросил привести к себе  Мадонну , чтобы побыстрее подписать её. Другим хитом, который он спродюсировал в то же время, был «Jam Hot» (1983) тогда ещё диджея Джонни Динелла.